# Біскупський Василь Вікторович
Васи́ль Ві́кторович Бі́скупський (*  27 квітня 1878, Томськ? — † 18 червня 1945, Мюнхен, Американська зона окупації Німеччини) — український військовий діяч. Генерал Армії УНР.

## Життєпис
Закінчив кадетський корпус, 1899 року — Миколаївське кінне училище, Миколаївську академію Генштабу в Санкт-Петербурзі. Під час Першої світової війни був командиром кінної дивізії на Румунському фронті.
Від листопада 1917 року — в українській армії, командир дивізії Одеської групи військ УНР. Після зайняття 1919 року Одеси Добровольчою армією представляв українські війська на переговорах із денікінським командуванням.
Від 1920 року перебував на еміграції в Німецькій Державі. Брав участь у путчі Каппа в 1920.
Зустрічався в Адольфом Гітлером, який навіть переховувався на його квартирі після провалу «Пивного путчу». Активний член організації Aufbau (Відродження), що об'єднувала російських емігрантів і німців правих поглядів. Співпрацював із нацистами. У 1936 призначений в Німеччині начальником управління у справах російської еміграції.
Помер 18 червня 1945 в Мюнхені.